# Xianshui Xi
Koordinaten: 62° 14′ 33″ S, 59° 0′ 58″ W
Xianshui Xi (chinesisch 仙水溪, Pinyin Xiānshuǐ Xī – „Heiliges-Wasser-Bach“) heißt ein rauschender Bach auf der Stansbury-Halbinsel im Norden von Nelson Island, einer der Südlichen Shetlandinseln. Er entwässert den See Niudu Hu in nordwestliche Richtung zu der auch kurz Cèhuì Wān (chinesisch 测绘湾 – „Kartierungsbucht“) genannten Bucht Cehuixuezhe Wan (测绘学者湾 – „Kartographenbucht“) an der Westküste der Halbinsel.
Die chinesischen Wissenschaftler, die dort 1986 Vermessungsarbeiten durchführten, empfanden die Gegend mit dem „singenden“ Bach als heiligen Ort und „Wunderland“ und gaben dem Bach daher seinen ehrfurchtsvollen Namen.